# 创造 (政党)
创造是西班牙巴斯克自治区的一个左翼政党。该党成立于2011年2月9日，分裂自团结。该党的意识形态是社会主义、巴斯克民族主义、21世纪社会主义、国际主义。该党的总书记是阿尔凯兹·罗德里格斯。该党的总部位于毕尔巴鄂。该党是巴斯克地区联合的成员和欧洲左翼党的观察员党。